# William John Watkins
William John Watkins (eigentlich William Jon Watkins; geboren am 19. Juli 1942 in Coaldale, Schuylkill County, Pennsylvania) ist ein amerikanischer Science-Fiction-Autor und Lyriker.

## Leben
Watkins ist der Sohn des Kranführers Charles William Joseph Watkins und von Edna, geborene Pearson. Er besuchte die Neshaminy High School in Langhorne und studierte anschließend an der Rutgers University in New Brunswick, New Jersey, wo er 1964 den Bachelor erwarb und 1965 an der Rutgers Graduate School of Education mit einem Master in Pädagogik  (M. Ed.) abschloss. 1961 hatte er Sandra Lee Preno geheiratet und hat aus dieser Ehe drei Kinder. Nach seinem Studium arbeitete er bis 1968 als Lehrer am Delaware Valley College in Doylestown, danach an der High School in Asbury Park, New Jersey, und ab 1969 als Associate Professor of Humanities am Brookdale Community College in Lincroft, New Jersey. Inzwischen ist Watkins emeritiert.
Watkins veröffentlichte 1968 einen ersten Gedichtband, 1969 erschien ein Theaterstück, das im folgenden Jahr uraufgeführt wurde. Seine erste Veröffentlichung im Bereich der Science-Fiction war der Roman Ecodeath (1972), den er zusammen mit seinem Kollegen Gene Snyder schrieb, in dem es um katastrophale Umweltverschmutzung geht und die Hauptfiguren Snyder und Watkins heißen. Nur durch Teleportation in eine zukünftige Parallelwelt gelingt es ihnen, einen kleinen Rest der Menschheit zu retten. Die Menschheit am Abgrund bleibt auch in den folgenden Büchern Watkins’ das beherrschende Thema. Es sind durch eine dunkle Brille gesehene Dystopien, geprägt von einer sehr pessimistischen Sicht auf die menschliche Natur und die Aussicht der Menschheit, der Selbstvernichtung zu entgehen. Rettung, wenn überhaupt, kann nur von außen kommen. In Clickwhistle (1973, deutsch als Klickpfiff) sind das Delphine, die dem Walspezialisten Dr. Pearson helfen, das nukleare Armaggedon zu verhindern. In What Rough Beast (1980) kommt die Rettung von einer pelzigen Außerirdischen namens Lth, die mit ein paar Superkräften ausgestattet ist und der Menschheit auf den Pfad der Erleuchtung führen will. Die Menschen wollen aber nicht, sondern jagen Lth. Die Lösung und Erlösung kommt, als es Lth gelingt, mit Computern zu kommunizieren, die eben dabei sind, Bewusstsein zu entwickeln. Das höhere Bewusstsein wird fortan den Menschen in Form eines bewussten Mikrocomputers implantiert. Mehrfach ist auch der Krieg gegen eine finstere Tyrannei das Thema, zum Beispiel in The God Machine (1973, deutsch als Gegner des Systems), wo eine hochtechnisierte Untergrundarmee gegen eine Unterdrückungsmaschine in der Art von Orwells 1984 kämpft. Wesentlich dabei ist ein „Diminutor“ genanntes Verkleinerungsgerät, mit dem die Untergrundkämpfer auf Ameisengröße geschrumpft werden können. Das ganze spielt in einer vergifteten Welt, in der die Luft derart kontaminiert ist, dass man nur mit Atemmasken überleben kann.
Neben seinen literarischen Arbeiten hat Watkins auch ein Kinderbuch geschrieben, ein Buch über einen der letzten Fährtensucher in Amerika, esoterische Ratgeber, ein Who’s Who des Wrestlings in New Jersey und Suburban Wilderness (1981), in dem aus der Perspektive eines bei einem Unfall schwer verletzten Bikers – Watkins ist leidenschaftlicher Motorradfahrer – die erstaunlich vielfältige Fauna beschrieben wird, die man vom Fenster eines Hauses in einer amerikanischen Vorstadt mit einem Fernglas beobachten kann.

## Auszeichnungen
1969 wurde Watkins’ Stück Judas Wheel mit dem Preis des Literaturmagazins Per/Se Award für Einakter ausgezeichnet. Seine Gedichte wurden vielfach für den Asimov’s Readers’ Award nominiert, seine Kurzgeschichte The Beggar in the Living Room war 1994 für den Nebula Award nominiert. 2002 erhielt er für das Gedicht We Die As Angels den Rhysling Award.

## Bibliografie
Romane
- Ecodeath (1972, mit Gene Snyder als E. V. Snyder)
- Clickwhistle (1973)
  - Deutsch: Klickpfiff. Moewig Science Fiction #3526, 1981, ISBN 3-8118-3526-2.
- The God Machine (1973)
  - Deutsch: Gegner des Systems. Moewig Science Fiction #3546, 1981, ISBN 3-8118-3546-7.
- The Litany of Sh’reev (1976, mit Gene Snyder)
- What Rough Beast (1980)
- The Centrifugal Rickshaw Dancer (1985)
- Going to See the End of the Sky (1986)
- The Last Deathship Off Antares (1989)
- Cosmic Thunder (1996)

Kurzgeschichten
- Ten Micro Novels (1974)
- The People’s Choice (1974)
- The Last Ten Micro Novels (1975)
- Coming of Age in Henson’s Tube (1977)
  - Deutsch: Mutprobe in der Hensonröhre. In: H. J. Alpers (Hrsg.): Countdown. Knaur Science Fiction & Fantasy #5711, 1979, ISBN 3-426-05711-5.
- Butcher’s Thumb (1978)
- Post Awful (1985)
- A Bite of the Apple (1989)
- Ants (1989)
- In The Lowerarchy of The Underpinning (1991)
- The Resurrectionist (1992)
- For Which the First Was Made (1993)
- Hearts and Minds (1993)
- Home Art (1993)
- The Beggar in the Living Room (1993)
- Snow Scene with Frozen Rabbit (1993)
- American Cusine (1993)
- The Mist of Avalon Nine (1994)
- The Seven Succubi (1994)
- Part Way Down Sleep’s Mountain (1994)
- The Massive Quantities of Ice (1995)
- Good Help Is Hard to Find (1995)
- Zombies at the Public Facility (2000)
- Under the Sand (2001)
- Seijin’s Enlightenment (2005)
- The Polka Man (2007)
- Five Hundred Vinnies (2009)
- The Fall of Stile City (2013)

Theaterstücke
- The Judas Wheel (1969, Uraufführung Warrensburg, Missouri, 1970)
- A Kind of a Hole (Uraufführung Elgin, Illinois, 1974)

Gedichte
- Five Poems (1968)

Sachliteratur und Sonstiges
- A Fair Advantage (1975, Kinderbuch)
- The Tracker (1978, mit Tom Brown Jr.)
  - Deutsch: Der Fährtensucher : Der authentische Bericht eines der letzten Spurenleser im heutigen Amerika. Übersetzt von Jochen Eggert. Scherz, Bern u. a. 1985, ISBN 3-502-18835-1.
- The Psychic Experiment Book (1980)
- The Psychic Diet Book (1980)
- Suburban Wilderness (1981)
- Who’s Who in New Jersey Wrestling (1981)